# レイザルフィヨルズル
座標: 北緯65度02分 西経14度13分 / 北緯65.033度 西経14.217度
レイザルフィヨルズル (Reyðarfjörður) は、アイスランドの町。人口は2011年現在で1,102人。フィヤルザビッグズの西部にあり、フィヤルザビッグズを構成する町村の中で人口が多い部落の一つである。

## 歴史
レイザルフィヨルズルは、同名のフィヨルドの湾奥岸に位置している。このフィヨルドはアイスランド東部海岸で最大のものである。この町は東部フィヨルド沿いにある他の多くの町と同様に周囲を山々に囲われており、最高は972メートルある。雨や霧が特に多い気候であるが、夏の晴天時にはアイスランド内での最高気温を記録することも少なくない。
20世紀初頭以降、レイザルフィヨルズルは貿易港として機能し、また漁港としても機能した。要衝に位置し、良い港湾の条件を備えていたことから、第二次世界大戦においては連合国の基地となり、アイスランドでは2番目に大きな規模となった。町の山上に築かれた第二次世界大戦時の軍事施設は現在、記念館となっている。
レイザルフィヨルズルは1998年にエスキフィヨルズルおよびネスコイプスタズルと合併し、新たな自治体フィヤルザビッグズとなった。